# Marie Anne de Bourbon
Marie Anne de Bourbon (született Marie Anne de La Blaume Le Blanc; Vincennes, Franciaország, 1666. október 2. – Párizs, Franciaország, 1739. május 3.), XIV. Lajos francia király legidősebb törvényesített leánya, aki Louise de La Vallière, Vaujours hercegnőjétől származott. 1680-ban kötött házasságot Louis Armand de Bourbon-Contival, így elnyerte a Conti hercegnéje címet. Férjével való kapcsolatából nem születtek gyermekek, mivel a herceg 1685-ben elhunyt. A hercegné többé nem házasodott meg, majd édesanyja 1710-es halálát követően saját jogán La Vallière és Vaujours hercegnője lett.

## Életrajza

### Ifjúkora

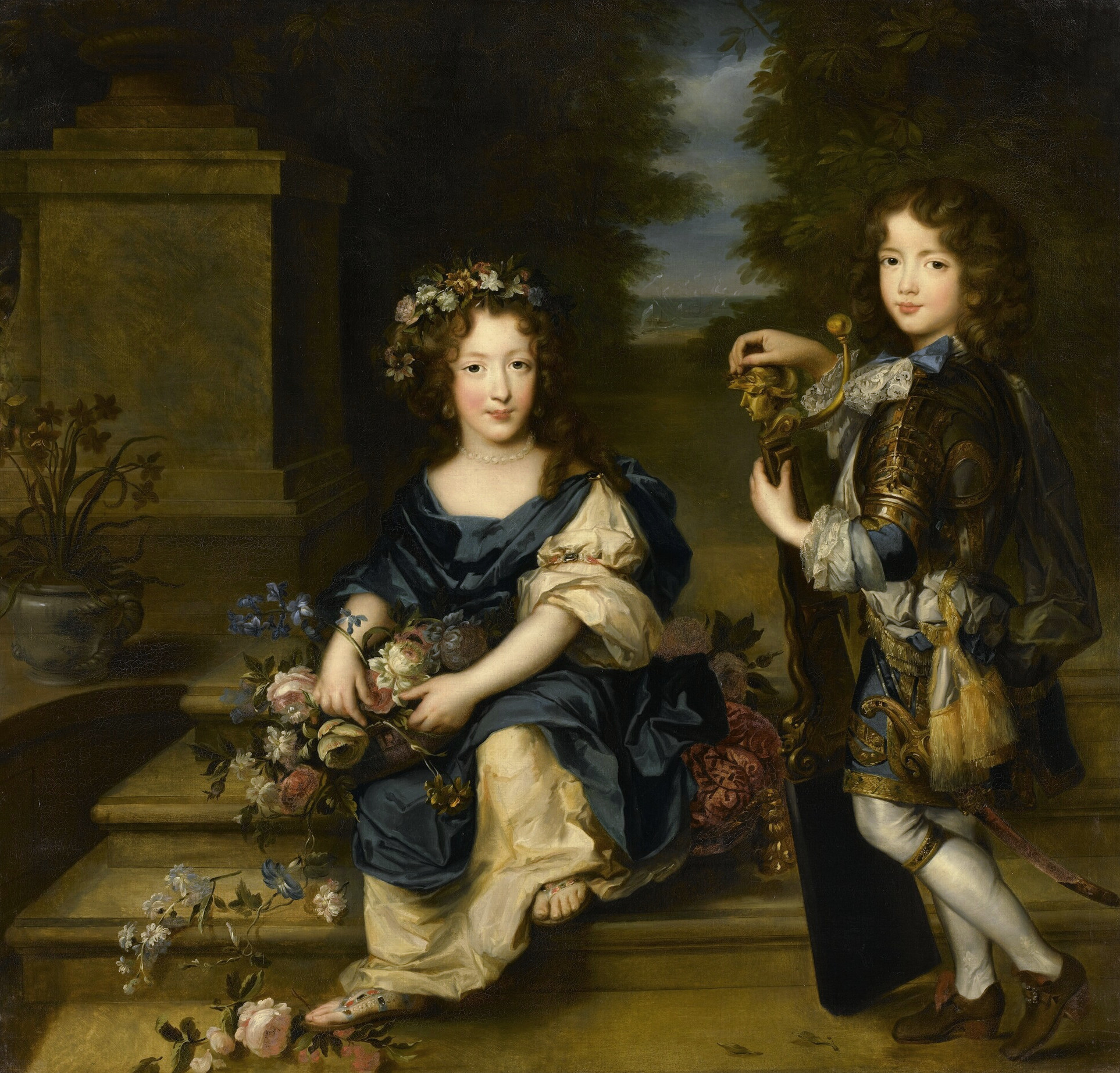
Az ifjú Mademoiselle de Blois (balra) és szeretett fivére, Louis, Vermandois grófja (jobbra)

Marie Anne de La Blaume Le Blanc néven született 1666. október 2-án, a vincennes-i kastélyban. Édesanyja a hajadon Louise Françoise de La Baume Le Blanc, aki ekkor már közel öt éve volt a király, XIV. Lajos hivatalos szeretője. Mademoiselle de La Vallière királytól származó három korábban született gyermeke közül egy, Charles már biztosan elhunyt Marie Anne születése előtt, míg Philippe és Louis valamikor 1666-ban, Marie Anne születésekor hunytak el.
1667. május 14-én, a király hivatalosan is elismerte és legitimálta kegyencnőjétől származó gyermekét, aki így megkapta a de Bourbon név használatát, egyúttal a Blois kisasszonya címet, így innentől Mademoiselle de Blois néven is ismert volt. Édesanyja ugyan ezen a napon megkapta a La Vallière és Vaujours hercegnője titulust, ami egyúttal a királlyal való viszonyának végét is jelentette. XIV. Lajos új kegyencnője Françoise Athénaïs, Montespan márkiné lett.
1667. október 2-án megszületett a hercegnő legfiatalabb édestestvére, Louis, aki később a Vermandois grófja címet kapta 1669-es legitimálását követően. A két testvér neveltetését Jean-Baptiste Colbert, Seignelay márki feleségének, Madame Colbert gondjaira bízták.

### Házassága
1680. január 16-án, tizenhárom éves korában, Mademoiselle de Blois hozzáment távoli rokonához, a tizennyolc éves Louis Armand de Bourbon-Conti herceghez. A házasságra Saint-Germain-en-Layeben került sor, a kisasszony hozománya 1 millió livres volt. Mivel férje, Conti hercege prince du sang, azaz királyi vérből való volt, míg Marie Anne legitimálása ellenére is törvénytelennek számított az udvar tagjainak szemében, házasságuk nagy botrányt kavart. Ez volt az első, de nem az utolsó olyan házasság, ami XIV. Lajos király valamely törvénytelen gyermeke és a Bourbon-ház legitim, királyi vérből származó tagja között köttetett.
Annak ellenére, hogy a herceg első látásra beleszeretett fiatal feleségébe, nászéjszakájuk beteljesületlen maradt. Házasságuk öt éve alatt nem született gyermekük, a hercegné pedig nagy botrányt kavart az udvarban, amikor nyíltan kijelentette, hogy férje nem jó az ágyban. 1682 júniusában szeretett bátyját, Louist apjuk száműzte, amikor kiderült, hogy a herceg homoszexuális viszonyt folytatott Philippe de Lorraine lovaggal, a király öccsének, Philippe d’Orléans hercegnek kegyencével. A gróf udvarból való eltávolítása, majd nem sokkal ezt követően történt halála, mélyen érintette a hercegnét.
Házassága első négy évében Marie Anne a versailles-i udvar egyik első számú hölgyének számított, csak a királyné, Ausztriai Mária Terézia, valamint az új dauphine, Mária Anna, továbbá az Orléans-i hercegné, Erzsébet Sarolta és annak két leánya: Anna Mária, és az édesanyjuk után szintén Erzsébet Sarolta hercegnők előzték meg. 1685 májusában azonban tizenegy éves féltestvére, Louise Françoise feleségül ment Louis, Bourbon hercegéhez. Mivel a vőlegény volt a Condé hercege cím örököse, a Bourbon–Conti ág pedig a Bourbon–Condé-házból származott, így a házassággal testvére rangban megelőzte a hercegnét, ami feszültséghez vezetett a két leánytestvér között.

### Özvegysége

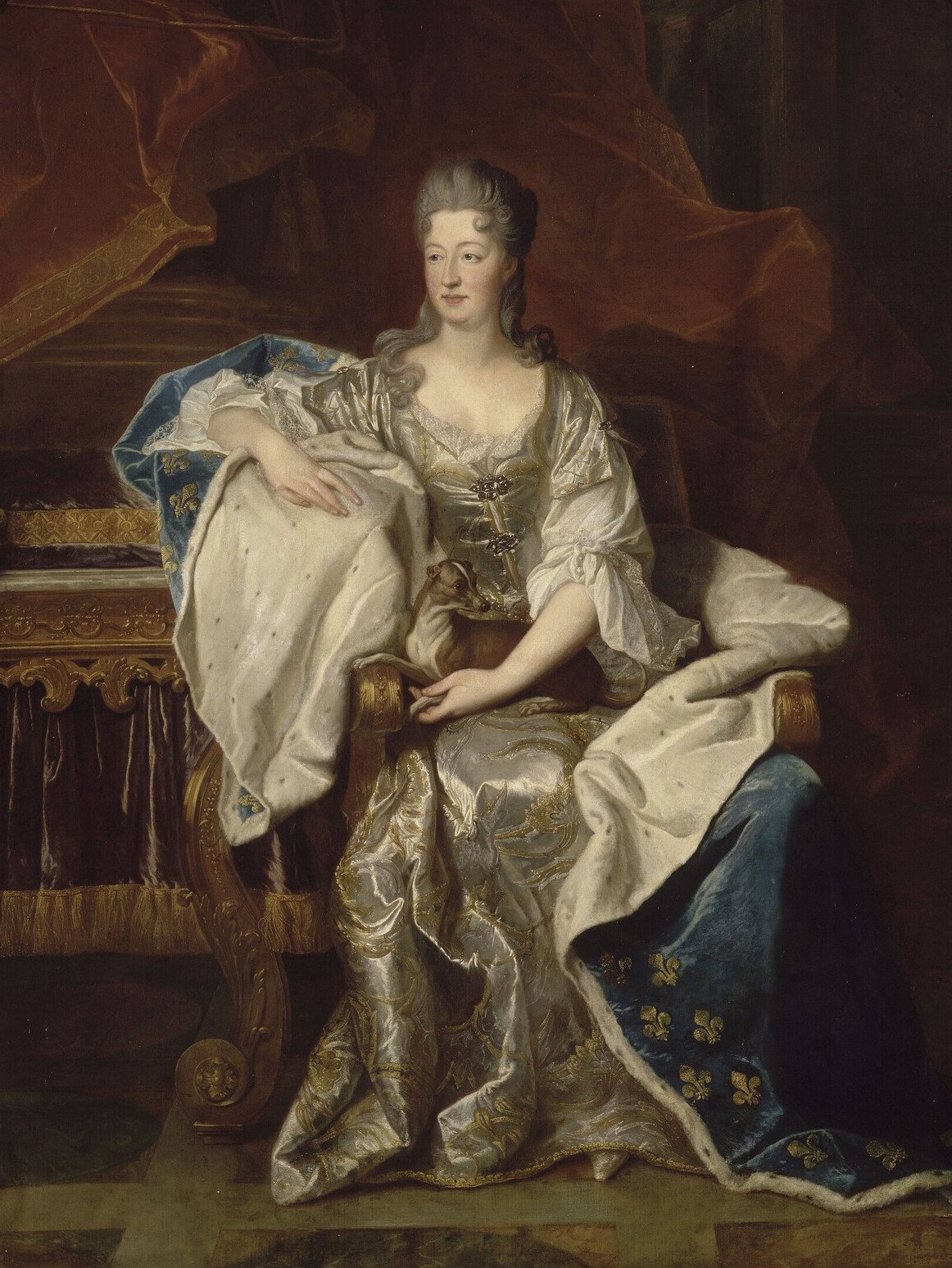
Az özvegy hercegné portréja 1706 körül, egy ismeretlen festő munkáján

1685-ben a hercegné himlőt kapott, ami aztán átterjedt férjére is. Amíg Marie Anne felgyógyult a betegségből, hitvese, Conti hercege öt nap alatt, 1685. november 9-én, huszonnégy éves korában, belehalt. Halálát követően Marie Anne a Conti özvegy hercegnéje, franciául: Madame la Princesse Douairière de Conti néven lett ismert.
A rang és az elsőbbség kérdése mindig is központi szerepet játszott a hercegné életében. 1692 februárjában másik féltestvére, Françoise Marie de Bourbon (aki korábban megkapta a hercegné fiatalkori címét, a Mademoiselle de Blois-t), hozzáment a kijelölt trónörököshöz, Philippe d’Orléans herceghez, az akkor tizenöt esztendős leány rangban az összes nővére fölé került. Mivel a fiatal leány szándékosan fitogtatta rangbéli különbségükből adódó többletjogait, így a nővérek nyíltan ellenségessé váltak egymással.
Édesapját, XIV. Lajos királyt 1715. szeptember 1-jén bekövetkezett halála után négy éves unokája, XV. Lajos követte a trónon. A gyermek uralkodó mellett Philippe d’Orléans lett Franciaország régense, aki de facto irányította az országot 1715 és 1723 között – ez az időszak régence néven vonult be a francia történelembe. A régens, 1721-ben az özvegy hercegnét bízta meg a király három éves menyasszonya, Marianna Viktória spanyol infánsnő oktatásával. Az eljegyzést négy évvel később, 1725-ben az új főminiszter, IV. Louis de Bourbon-Condé felbontotta, azzal indokolva, hogy az infánsnő még túl fiatal a fogantatáshoz, az országnak pedig mielőbb közvetlen Bourbon-örökösre van szüksége. Az infánsnőt visszaküldték Spanyolországba, majd 1729-ben összeházasították József portugál trónörökössel, aki mellett 1750-ben Portugália királynéja lett. A király új felesége az elűzött Stanisław Leszczyński lengyel király fiatalabb leánya, Mária lett. Az infánsnő távozása után az özvegy hercegné visszavonult a versailles-i udvarból, hátralévő életét vidéki rezidenciáin töltötte.
1698-ban, az akkor harminckét éves, továbbra is kifejezetten szépnek tartott özvegy hercegné házassági ajánlatot kapott tizenöt esztendős unokaöccsétől, Philippe, Anjou hercegétől, Lajos, a Nagy Dauphin középső fiától, aki később Spanyolország királya lett – az ő második házasságából származik majd Marianna Viktória infánsnő. Később a marokkói szultán, Iszmáíl ibn as-Saríf is házassági ajánlattal fordult az özvegy hercegnéhez, aki mindkét kérőjét visszautasította.